# 迪爾巴爾語
迪爾巴爾語（英語：Dyirbal或Djirubal）是一種通行於昆士蘭東北部數名迪爾巴爾部落居民之間的澳大利亚原住民语言。它是帕马-恩永甘语系迪爾巴爾語族的語言之一。它有著許多在語言學家之間相當出名的特徵。
自1972年其關於其語法最終的內容出版以來，這語言已因社群裡年輕一輩的人不再使用這語言之故，而變得距語言滅絕更近一步了。

## 音系

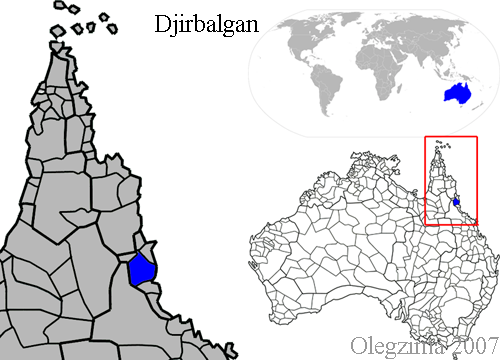
迪爾巴爾語分佈區域圖

迪爾巴爾語對於塞音和鼻音，只有四個发音部位，這比許多的澳洲原住民語言都要少，許多澳洲原住民語言對之都有六個發音部份。這乃是因迪爾巴爾語缺乏在澳洲原住民語言中常見的齒音（Dental consonant）與齒齦音（alveolar consonant）的對立之故。
另一方面，迪爾巴爾語和多數的澳洲語言一樣，不具清濁音間的對立。但就和漢語拼音一樣，迪爾巴爾語對清音使用濁音的符號表示非濁音，因對澳洲語言的用語者而言，其語言中的這些非濁音（常可變為半濁音）聽起來比較像英語的半濁音，也就是b、d、g等，而與英語的（送氣）清音p、t、k等較不相似。
迪爾巴爾語的母音系統則是澳洲語言中長見的三母音系統，迪爾巴爾語的三個母音分別為/i/、/a/和/u/。迪爾巴爾語的/u/在一些狀況下可發作[o]；而迪爾巴爾語的/a/則可在一些狀況下發作[e]。因此實際上可聽得的發音，比其音素集中所給出的要多。重音總落在單詞的第一音節上與末音節外的奇數音節上，其最後一個音節則總是非重音的，因其之後的音節不出現之故。
|        | 邊音(Peripheral consonant) | 邊音(Peripheral consonant) | 舌葉音 | 舌尖音 | 舌尖音 |
| 雙唇音 | 軟顎音                     | 硬顎音                     | 齒齦音 | 捲舌音 |        |
| ------ | -------------------------- | -------------------------- | ------ | ------ | ------ |
| 塞音   | p                          | k                          | c      | t      |        |
| 鼻音   | m                          | ŋ                          | ɲ      | n      |        |
| 顫音   |                            |                            |        | r      |        |
| 閃音   |                            |                            |        |        | ɽ      |
| 通音   | w                          | w                          | j      | l      |        |

## 語法
迪爾巴爾語是一種賓主謂語言。
例子：Yabu ŋumaŋgu buṛan. （媽媽 爸爸 看過） 爸爸看到媽媽。
迪爾巴爾語的名詞類別是其最著名的部份之一，它的名詞有四個類別。這四個類別的所屬名詞的語義大致說明如下：
- I - 多數的有生物、男人
- II - 女人、水、火、暴力和一些種類的動物[3]
- III - 可食的水果與蔬菜
- IV - 其他任何東西（包括任何無法劃入上述三個類別的事物）

通常稱為「陰性」（II類）的類別，包含了指稱火、與火相關的事物、任何危險的動物和現象的名詞。這種現象啟發了喬治·萊考夫，他的一本書的標題因此下為《女人、火与危险事物》。一些語言學家則將此種分類系統與與在印歐語言等一些語言將名詞劃為陰性、陽性和中性等根據性別的劃分系統進行區別。
迪爾巴爾語具有部份作格性。在有第一人稱和第二人稱代詞的句子中，其變格模式類似於一般的主賓格語言，也就是說，第一人稱和第二人稱代詞在為動詞的（不論動詞及物性）主詞時是較不標記的，而在為動詞的直接受詞時則是較為標記的。因此迪爾巴爾語在句子涉入第一人稱和第二人稱時在形態學上是類似主─賓格語言的，但在其他時候則是類似作─通格語言的；而它在語法學上依舊算是種作─通格語言。

## 禁忌
迪爾巴爾文化在過去有著高度複雜的禁忌系統存在。迪爾巴爾語的用語者被完全禁止與其岳母、女婿、父親的姐妹的小孩或母親的兄弟的小孩交談，也被禁止靠近這些人或直接看著這些人；此外，在上述的這些有禁忌存在的親戚的聽力範圍之內，一個用語者必須使用一套在語法和音韻上相同，但單詞與一般的非禁忌用語無關的一套特殊的、複雜的用語系統。這種現象，又稱所謂的「岳母話」，在澳洲原住民之間是相當普遍的。這套系統一直到1930年代不再使用前，都一直存在。

## 腳註
1. ↑  Dixon, R. M. W. . Cambridge University Press. 2002: xxxiii  [2012-07-28]. （原始内容存档于2006-05-25）.
2. ↑  Schmidt, A: "Young People's Dyirbal: An Example of Language Death from Australia".  Cambridge University Press, 1985.
3. ↑  Lakoff, George. . University of Chicago Press. 1990: 5.
4. ↑  Dixon, R. M. W. (1972). The Dyirbal language of north Queensland. Cambridge: Cambridge University Press

## 參照
- Dixon, R.M.W. (1972). The Dyirbal language of North Queensland. Cambridge University Press, Cambridge.

## 外部連結
- Lecture notes on Dyirbal illustrating mother-in-law language （页面存档备份，存于）